# Мелис, Юлиус

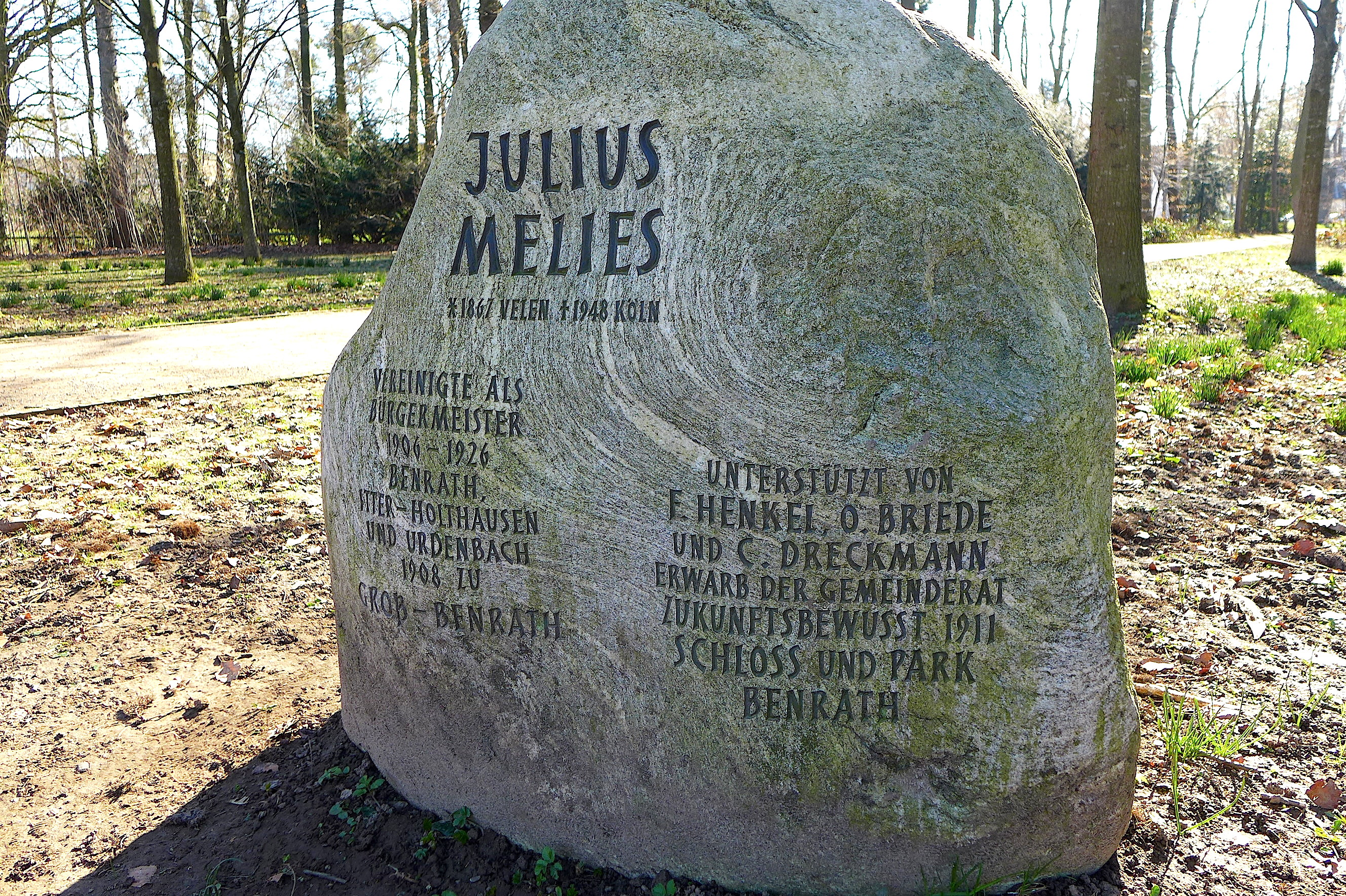
Памятный камень Мелису в парке Бенрат

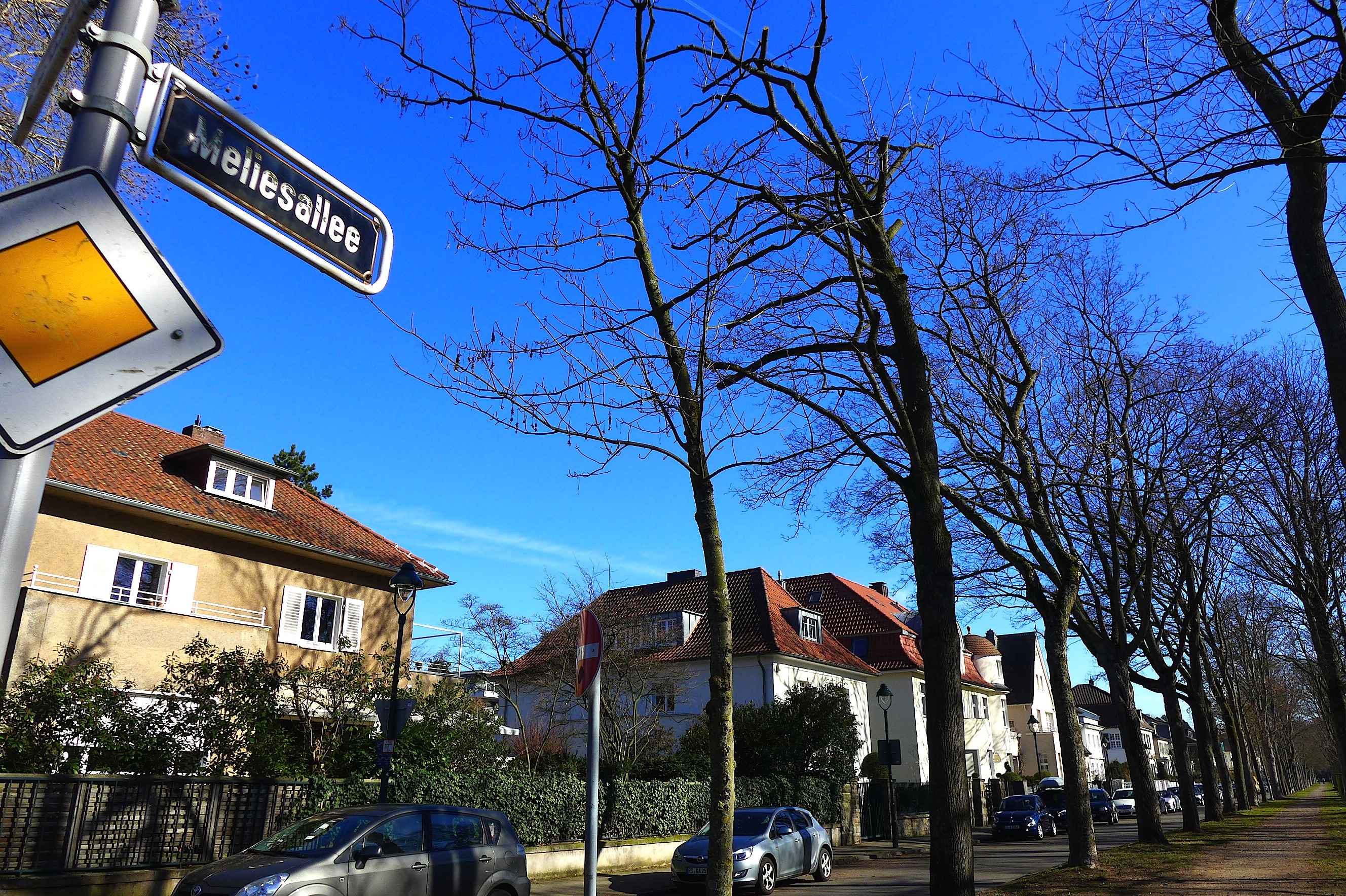
Указатель улицы в Бенрате

Юлиус Мелис (нем. Julius Melies; 9 августа 1867 года, Фелен, — 29 февраля 1948 года, Кёльн) — немецкий политик и администратор. Известен как бургомистр Бенрата, спасший дворец и парк Бенрат от продажи в частное владение.

## Биография
Юлиус Мелис родился в Фелене (Вестфалия). Его отец был казначеем на службе у графа Ландберг-Фелена. Предполагается, что семья жила непосредственно в замке Фелен. Высокое покровительство открыло мальчику успешный карьерный путь. После окончания в 1888 году учёбы, Мелис назначается секретарём в администрацию города Мюнстера, затем переводится секретарём в Ален, секретарём городского совета в Эммерих и в 1892 вновь возвращается к исполнению обязанностей секретаря в Мюнстере.
Более значимый период карьерного роста наступает 1 апреля 1898 году, когда Мелис становится бургомистром города Бюрен (Вестфалия). Спустя три года, с 2 июня 1902 года, он уже бургомистр города Бернкастель на Мозеле. С 17 мая 1906 года и по 30 сентября 1926 года является бургомистром Бенрата. В 1926 году переводится в администрацию Дюссельдорфа. Далее сведений о его жизни нет до 1948 года, когда Юлиус Мелис умирает в Кёльне и так же похоронен.

## Бургомистр Бенрата
Годы 1906-1926 являются самыми плодотворными и успешными в жизни бургомистра Мелиса. Уже в 1907 году прусским императорским двором было принято решение о продаже своего дворца в Бенрате за ненадобностью и большими расходами на обслуживание. Первоначально сведения об этом держались в секрете. Планировалась продажа уникального дворца с великолепным парков в частное владение с последующей возможностью постройки на этом месте большого жилого комплекса. Уже в 1908 году в Бенрате пошли об этом слухи и наполнили тревогой сердца жителей. В случае продажи не только они лишались доступа в парк, но и для приезжавших  на выходные жителей Дюссельдорфа, оставлявших в Бенрате деньги (гостиницы и торговля). Это вполне осознал Мелис и собрал 15 июля 1909 года специальное собрание членов муниципалитета.
Целью бургомистра стало включение Бенрата в переговоры о покупке с дополнительным финансированием из частных источников. Мелис заручился поддержкой правительства города Дюссельдорфа. Надежда стала приобретать видимые очертания, когда стало известно, что прусская корона приказала вести переговоры о покупке дворцовых владений только с Бенратом и отозвала другие предложения. Несколько раз бургомистр Бенрата и члены городского совета ездили в Берлин для переговоров. Первый раз это произошло 12 октября 1909 года. Там они договаривались с личным советником императора, министром Филиппом цу Эйленбергом.Переговоры оказались невероятно сложными. И, как и ожидалось, всё уперлось в деньги. Цена покупки в дальнейших переговорах играла важную роль и была предметом спора в течение нескольких месяцев. Представители Бенрата предложили 750 000 золотых марок за собственно дворцовые постройки, и за весь дворцово-парковый комплекс с хозяйственными постройками - 1 миллион 330 тысяч марок.
Императорская корона потребовала более чем вдвое: 2 миллиона 740 тысяч золотых марок. Мелис снова и снова ссылался на переговорах о значительных косвенных расходах. Затем последовали многочисленные другие обсуждения и заявления, в ходе которых важные  административные и политические лица Германии склонились к поддержке позиции и пожеланий Бенрата.
В декабре 1910 года правительство Германии приняло новое предложение Бенрата о сумме в 1,5 миллиона золотых марок, но при условии, что община Бенрата возьмёт на себя обязательство по сохранению основного здания дворца и двух его фасадных крыльев-флигелей. Но на этом переговоры не завершились. Требовалось более точная сумма покупки. Только после решения этого вопроса местный совет Бенрата единогласно утвердил соглашение о покупке и поручил Мелису провести окончательные переговоры. Договор купли-продажи был подписан и заключен 4 октября 1911 года. Чистая цена покупки составила 1 миллион 465 тысяч золотых марок плюс проценты, что вылилось в общую сумму 1 миллион 553 тысячи 200 золотых марок. Частично финансирование взяли на себя соседний Дюссельдорф, земельный округ, фабрикант Фриц Хенкель и бенратские предприниматели Отто Бриде (Otto Briede) и Карл Дрекманн (Carl Dreckmann).
Официальная передача всего землевладения и построек общине Бенрат состоялась 30 ноября 1911 года. Важнейшую роль в этом деле сыграл бургомистр Мелис. Он спас не только великолепный дворец, но и один из важнейших памятников культуры от сноса.
Из других важных моментов деятельности Мелиса на посту бургомистра Бенрата можно назвать строительство новой ратуши (в настоящее время памятник архитектуры Дюссельдорфа), других зданий, памятников архитектуры вокруг Ратуши и прилегающих улицах, включая школы, обустройство канализации и газового освещения.

## Память
- В честь Мелиса названа одна из улиц Бенрата (Мелисаллея/Meliesallee).
- В парковой зоне, напротив дворца Бенрат, на пригорке Ульменкопф в мае 2012 году установлен памятный камень Юлиусу Мелису. Инициатива принадлежит руководителю архива Бенрата Вольфгангу Зауэру (Wolfgang D. Sauer) и профессорам из Урденбаха Христиану фон Ферберу (Christian von Ferber) и Герту Кёнигу (Gert König)[2].